# Soligor
Die Soligor GmbH ist ein deutsches Vertriebsunternehmen von Fotografie- und Videozubehör sowie elektronischen Geräten mit Sitz in Leinfelden-Echterdingen in Baden-Württemberg. Das Unternehmen wurde 1968 in Stuttgart als A.I.C. Phototechnik GmbH (als deutsche Tochter des US-Unternehmens Allied Impex Corporation) gegründet und vertrieb unter dem Markennamen Soligor passende Objektive für nahezu alle zu der Zeit gängigen Marken von Spiegelreflexkameras. 1993 benannte sich das Unternehmen in Soligor GmbH um.
Hergestellt wurden die Objektive von Zulieferern in Japan.
Soligor vertrieb neben Zubehör für Fotoapparate und Videokameras auch Ferngläser und Funkwetterstationen.
Am 8. März 2011 wurde vom Amtsgericht Esslingen das Insolvenzverfahren über das Unternehmen eröffnet.
Dabei gingen die Markenrechte an die Sphere Vertriebs GmbH, deren Geschäftsführer Erol Polat das türkische Unternehmen Polat Fotoğrafçılık gehört, das sich auf den Vertrieb von Fotozubehör beschränkt.

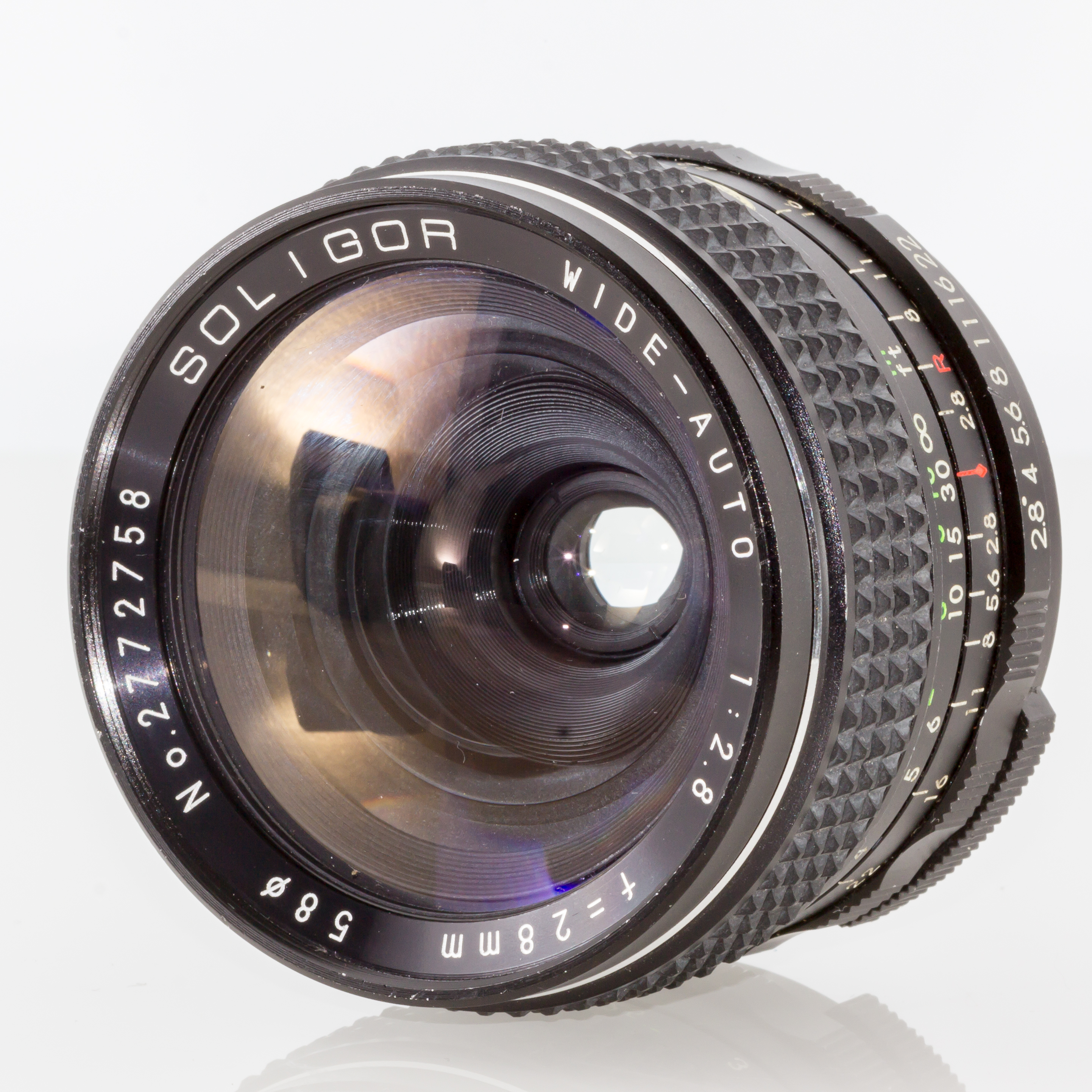
Soligor Wide-Auto 28 mm, f/2.8
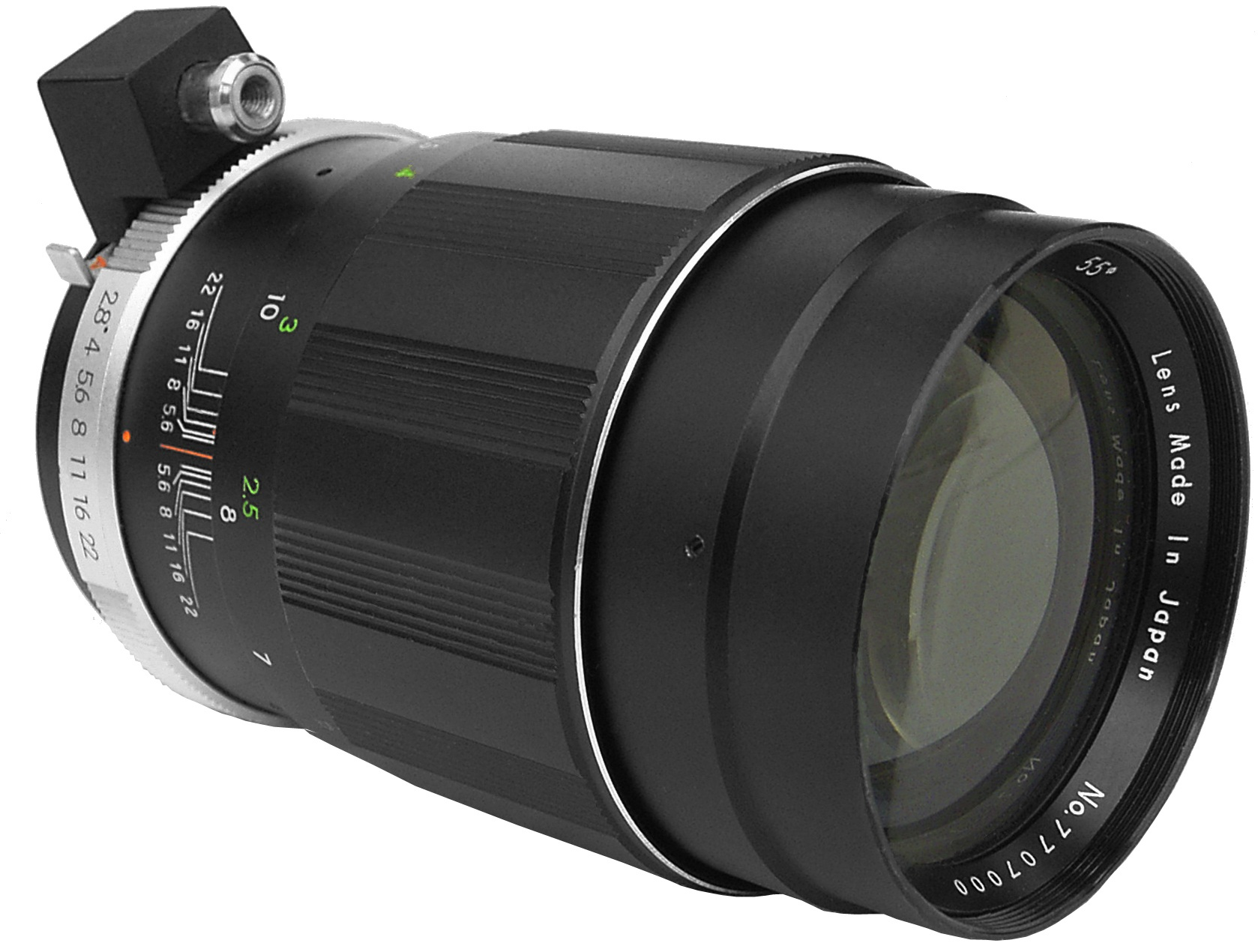
Soligor 135 mm f/2.8 für Exakta
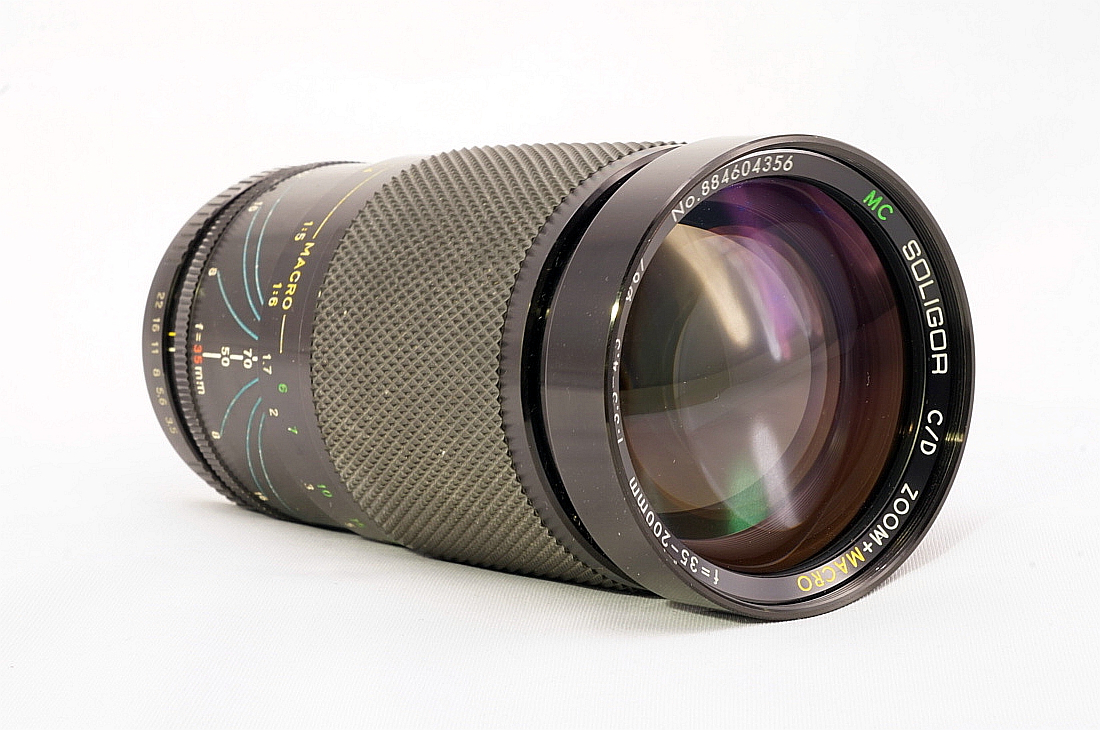
Soligor MC CD Zoom + Macro 35-200 mm f/3.5–4.5
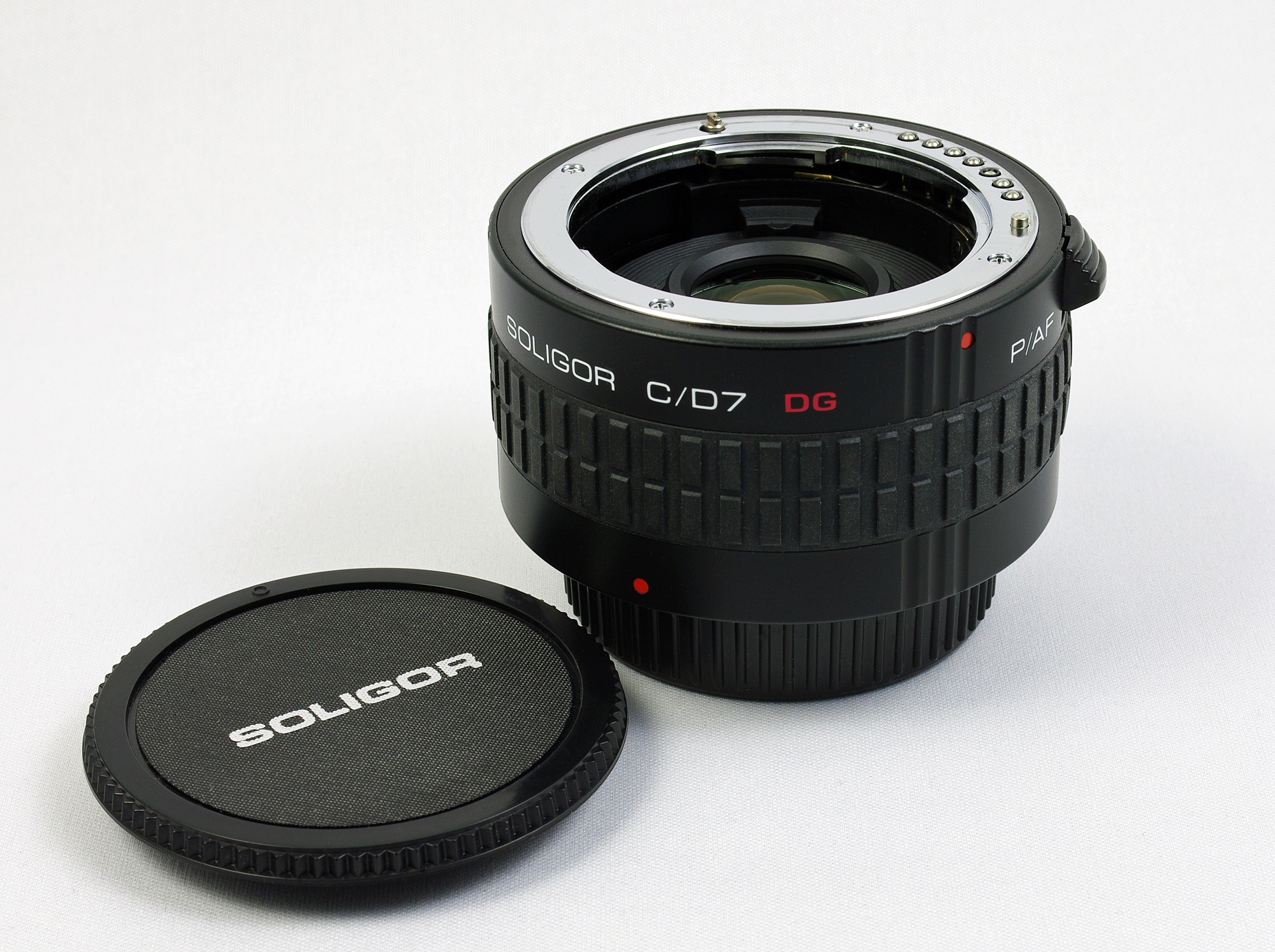
Telekonverter 2 × C/D7 DG für Pentax-K-Anschluss (mit AF)